# 2024年加利福尼亞州2號提案
2號提案（英語：Proposition 2，專有名詞縮寫），是美國加利福尼亞州於2024年11月5日通過的一次公投，提案訴求發行募集資金債券，提供公立學校能進行硬體設施維護更新
。